# Sternopriscus balkei
Sternopriscus balkei là một loài bọ cánh cứng trong họ Bọ nước. Loài này được Hendrich & Watts miêu tả khoa học năm 2004.